# Renato (ur. 1979)
Renato, właśc. Renato Dirnei Florencio (ur. 15 maja 1979 w Santa Mercedes) – brazylijski piłkarz, reprezentant kraju, posiadający także obywatelstwo włoskie. Gra na pozycji środkowego pomocnika.
Na początku kariery grał w zespole Guarani FC FC. W tymże zespole grał w latach 1998-2000, wystąpił w nim 34 razy i strzelił 5 goli, po czym przeszedł do Santosu FC, gdzie zaliczył 126 występów i 12 trafień dla drużyny z São Paulo. W Santosie grał niecałe 4 lata od 2000 roku do 2004. Zimą 2004 roku przeniósł się do zespołu Sevilla FC, gdzie jak dotychczas rozegrał 82 mecze i strzelił 10 goli.

## Osiągnięcia
W 2002 roku z Santosem zdobył tzw. Campeonato Brasileiro,
W roku 2004 zdobył Copa América z reprezentacją Brazylii,
W 2005 roku wygrał Confederation Cup również z reprezentacją Brazylii,
Największym jego osiągnięciem w Europie jest zdobycie z hiszpańskim Sevilla FC Superpucharu Europy w 2006 roku. Sevilla wygrała wtedy z hiszpańską FC Barceloną 3:0, a Renato strzelił pierwszego gola dla Andaluzyjczyków już w 7 minucie tamtego spotkania.